# 康托拉县
康托拉縣（英語：Kantora District）是西非國家甘比亞上河區轄下4個縣之一。康托拉縣是甘比亞最東端之縣。
康托拉縣曾一度是卡布帝國的一個省，該地區的名稱最早記錄於1456年。